# Lockheed L-2000
Die Lockheed L-2000 war ein Entwurf der Lockheed Corporation für ein Überschall-Verkehrsflugzeug. Die Entwicklung fand in den 1960er Jahren im Zuge eines Konstruktionswettbewerbs der US-amerikanischen Regierung statt.

## Geschichte

### Vorgeschichte
Bereits 1956 war die NACA (ab 1958 NASA) davon überzeugt, dass der Bau eines großen Verkehrsflugzeuges, das über lange Strecken mit doppelter Überschallgeschwindigkeit fliegen kann, technisch durchführbar sei. Die NACA hatte bis dahin bereits umfangreiche theoretische Ingenieurarbeiten für das Supersonic Commercial Air Transport (SCAT) geleistet. Auf der 14th Technical Conference der IATA im April 1961 in Montreal wurde das Thema eines Überschall-Verkehrsflugzeugs nicht mehr nur als Möglichkeit behandelt, vielmehr ging es darum, wann die zahlreichen bereits vorliegenden Konzepte (z. B. die Convair Modell 58-9) umgesetzt werden können. Im März 1961 berief John F. Kennedy den FAA-Administrator Najeeb Halaby als Leiter einer Gruppe, die sich mit der Festlegung der Randbedingungen für die Umsetzung eines US-amerikanischen Überschall-Verkehrsflugzeugs bis zum Ende des Jahrzehnts beschäftigen sollte. Der im September 1961 abgegebene Endbericht hatte dann auch einen sehr optimistischen Tenor. Nach Halabys Überzeugung hätten die Forschungsarbeiten 1963 abgeschlossen sein können und der Erstflug einer Maschine wäre bereits 1967 möglich gewesen.
Kennedy setzte dann im November 1961 die Supersonic Transport Advisory Group (STAG) ein, die die Führung beim amerikanischen Zivilen Überschall-Programm übernehmen sollte. Maßgeblich war hier die FAA vertreten. Zu dieser Zeit erschien in amerikanischen Zeitungen auch zum ersten Mal das Kürzel SST statt des bisher verwendeten SCAT. Im Laufe des Jahres 1962 vergab die FAA zwar Forschungsaufträge an verschiedene amerikanische Flugzeughersteller, es wurden jedoch noch keine Entscheidungen über ein endgültiges Konzept getroffen. Erst durch die fortschreitende Entwicklung der Concorde sah sich Kennedy im Januar 1963 gezwungen eine von Lyndon B. Johnson geleitete Kommission auf Kabinettsebene einzurichten, die das SST-Programm voranbringen sollte. Eine weitere Beschleunigung erfuhr das Programm, nachdem am 4. Juni 1963 der Präsident der Pan Am bekanntgab, dass die Gesellschaft beabsichtige sechs britisch/französische Concorde zu beschaffen.

### Ausschreibung
Am 15. August 1963 richtete das Programme Office der FAA formelle Anfragen an die amerikanische Luftfahrtindustrie zur Abgabe von Vorschlägen (Phase I) bis zum 15. Januar 1964. Die endgültige Auswahl eines Gewinnerentwurfs war für den 1. Mai 1964 avisiert. Die Ausschreibung forderte eine Kapazität von bis zu 160 Passagieren, eine Reichweite von 4.000 mi (6.437 km), eine Reiseflughöhe von über 40.000 ft (12.192 m) und eine Reisegeschwindigkeit von mindestens Mach 2,2. Zum Beilegen der Bedenken des Kongresses wegen hoher öffentlicher Subventionen wurde diesem zugesagt, dass die Hersteller mindestens 25 % der Entwicklungs- und die gesamten Herstellungskosten tragen müssen. Die gesamten Staatszuschüsse sollten eine Milliarde US-Dollar aber nicht übersteigen.
Die Gewinner der Phase I waren die Vorschläge von Boeing (Boeing Model 733) und die Mach-3-schnelle Lockheed L-2000. Abgelehnt wurden die Douglas 2229, Convair Modell 58-9 und die North American NAC-60.

### Konzeptphase
Lockheed untersuchte anfangs drei getrennte Varianten mit Passagierkapazitäten zwischen 170 und 250 Personen. Die Version L-2000-1 sollte 62,23 m lang sein, die L-2000-2 68,76 m und die L-2000-3 74,80 m. Die Spannweite sollte immer 35,36 m betragen.
Ende Mai 1964 erteilte die FAA offizielle Phase-II-Entwicklungsaufträge an die beiden Gewinner der Zellenausschreibung von Phase I und an die Triebwerkshersteller General Electric und Pratt & Whitney, die im Wettbewerb standen. Die Deadline für die endgültige Auswahl des Zellenherstellers wurde von November 1964 auf 1965 verschoben, wonach dann im Juli 1965 bekanntgegeben wurde, dass die Entwicklungsaufträge in einer Phase IIC um 18 Monate verlängert werden sollten. General Electric entwickelte mit der GE4 eine zivile Variante des YJ93, das an einer North American XB-70 getestet wurde, während Pratt & Whitney mit dem JTF17 ein vollständig neues Turbofan-Triebwerk vorschlug.

### Attrappenbau
Am 26. Juni 1966 fand das Roll-out der vollmaßstäblichen Attrappe der L-2000-7 in Burbank statt. Diese Variante besaß nun eine Länge von 83,21 m. Die Triebwerkshersteller konnten dagegen funktionsfähige Ausführungen vorstellen; so lieferte das GE4 am 28. Oktober 1966 einen Schub von 234 kN. Pratt & Whitney erreichte mit dem JTF17 am 11. Dezember des gleichen Jahres sogar 254 kN, womit es das stärkste zivile Triebwerk außerhalb der Sowjetunion darstellte.
Die Phase IIC beendete Präsident Johnson am Neujahrstag 1967 mit der Bekanntgabe der Boeing 2707 als Gewinner des SST-Wettbewerbs. Dies bedeutete das Projektende für die L-2000. Zum Gewinner der Triebwerksausschreibung erklärte man das GE4.

## Konstruktionsmerkmale der Attrappe
Die L-2000 besaß einen als Doppel-Delta ausgelegten Tragflächengrundriss, den Lockheed in ähnlicher Form bereits bei der A-12/SR-71-Familie verwendet hatte. Hiermit sollten Anstellwinkel von bis zu 35° möglich sein. Für die Start- und Landephase konnte die Rumpfspitze um 15° abgesenkt werden. Der Rumpfdurchmesser von 3,45 m erlaubte eine 3+2 Bestuhlung mit einem Mittelgang. Die beiden Hauptfahrwerkseinheiten waren jeweils sechsfach, das Bugfahrwerk zweifach bereift.

## Technische Daten
| Kenngröße            | Daten                           |
| -------------------- | ------------------------------- |
| Besatzung            | 3                               |
| Passagiere           | mindestens 226                  |
| Länge                | 83,21 m (L-2000-7)              |
| Spannweite           | 35,36 m                         |
| Nutzlast             | 25.000 kg über 6400 km          |
| max. Startmasse      | 250.000 kg                      |
| Reisegeschwindigkeit | mindestens Mach 2,7 in 20.000 m |
| Startbahnlänge       | 1980 m                          |
| Landebahnlänge       | 2075 m                          |